# Bundesgymnasium und Bundesrealgymnasium Seebacher
Das Bundesgymnasium und Bundesrealgymnasium Seebacher ist ein österreichisches Bundesgymnasium und Bundesrealgymnasium in der Seebachergasse im 2. Stadtbezirk St. Leonhard in Graz in der Steiermark. Seit der Gründung im Jahr 1873 wechselte sowohl der Name als auch der Standort der Schule mehrmals.

## Geschichte
Mit einer Privatinitiative wurde in Graz am 11. Oktober 1873 das damals erste sechsjährige Mädchen-Lyceum (Mädchenmittelschule) in der Habsburgermonarchie in der heutigen Kaiserfeldgasse 29 mit 74 Schülerinnen gegründet. Ab 1876 befand sich die Schule in der Sackstraße im Palais Khuenburg und damit im sogenannten Geburtshaus des Thronfolgers Erzherzog Franz Ferdinand von Österreich-Este. 1885 wurde das Mädchenlyzeum von der Stadt Graz übernommen und erhielt 1886 das Öffentlichkeitsrecht. 1902 fand die erste Matura an der Schule statt. Ab 1912 wurde die Schule mit Realgymnasiale Fortbildungsschule mit Öffentlichkeitsrecht bezeichnet. Nach dem Weltkrieg 1924 in der Republik wechselte die Nennung zum Reformrealgymnasium und 1927 zum Reformrealgymnasium mit Öffentlichkeitsrecht. Mit 1935 im Austrofaschismus erhielt die Schule die Nennung Franz-Ferdinand-Oberlyzeum der Landeshauptstadt Graz.
Mit dem Anschluss Österreichs an Hitler-Deutschland wurden die Schülerinnen von 1938 bis 1940 im Ursulinenkloster in der Leonhardstraße mit der Nennung Erste Staatliche Oberschule für Mädchen unterrichtet. Darauf erfolgte 1940 eine kurze Unterbringung im Kloster der Schulschwestern am Kaiser-Franz-Josef-Kai und von 1941 bis 1945 erfolgte die Weiterführung als Oberschule für Mädchen bzw. Königin-Luisen-Schule im Schulgebäude Sacré Coeur Graz in der Petersgasse.
Nach dem Zweiten Weltkrieg erfolgte von 1945 bis 1967 der Unterricht für die Schülerinnen wegen Raumnot im Wechselunterricht im Bundesrealgymnasium für Knaben in der Lichtenfelsgasse. Mit der Schulreform 1962 entstanden die Schulformen Neusprachliches Gymnasium und Naturwissenschaftliches Realgymnasium.
Am 27. Mai 1964 erfolgte für einen Neubau der Schule in der Seebachergasse die Grundsteinlegung. Am 29. März 1967 wurde im Neubau der Unterricht aufgenommen. Mit 1978 wurden die ersten Klassen koedukativ geführt und innerhalb von sieben Jahren die ganze Schule koedukativ umgeformt. Die Tradition der besonderen Förderung des Sports wurde 1991 mit der Gründung eines Schulsportvereins gestärkt. 1992 wurde 25 Jahre Seebachergymnasium und 1993 120 Jahre Mädchen-Lyceum in Graz gefeiert.
Von 2002 bis 2005 wurde das Schulgebäude generalsaniert und neu ausgestattet.
2010 wurde ein Architekturwettbewerb für eine erneute Erweiterung des Gymnasiums ausgeschrieben.